# Editora Horizonte
Editora Horizonte é uma empresa de comunicação fundada em 1981 especializada no desenvolvimento estratégico e execução de ações por meio de conteúdo editorial voltado para responsabilidade social e práticas de sustentabilidade em empresas.

## História
- 1981: A editora nasceu com a produção de palestras, vídeos, exposições e documentários audiovisuais sobre meio ambiente, ciência e cultura. [1]

- 1987: A revista Horizonte Geográfico é publicada. Seu foco são matérias com informação e materiais de apoio ao ensino de Geografia, Ciências Naturais e História. O primeiro conselho editorial foi composto por Amyr Klink, Fábio Feldmann, Peter Milko, Roberto Falzoni e Roberto Waack.

- 1993: A Editora Horizonte inicia sua atuação em responsabilidade social e educação. Seus produtos educacionais patrocinados por empresas começam a ser distribuídos em escolas. Com o crescimento contínuo dessa área, a Divisão Educacional na empresa foi criada.

- 1998: Com o lançamento dos livros de arte e das exposições sobre o Maranhão, a Editora Horizonte estende sua experiência editorial nesses segmentos.

- 2004: A Editora Horizonte atinge a marca de 45 mil escolas atendidas com seus produtos e se encontra presente na maioria das escolas públicas de 17 Estados.

- 2005: A empresa atinge o número de 2.000 professores capacitados em 12 Estados, através do projeto Janela para o Mundo [2].

- 2006: A Editora Horizonte começa a fornecer consultoria empresarial com o objetivo de ajudar instituições a atingirem suas metas de sustentabilidade ambiental e responsabilidade social.

## Prêmios conquistados
- Prêmio Bracelpa de Desenvolvimento Sustentável para Jornalistas[3]

2007 – 2º Prêmio – Jornalista: Sérgio Adeodato - Título: Natureza Bem Aproveitada
- Prêmio Docol Ministério do Meio Ambiente de Jornalismo 2007

Entidades: Ministério do Meio Ambiente, Secretaria de Recursos Hídricos e Docol Metais Sanitários
2007 - 1º Prêmio - Categoria: Profissional Revista - Título: Uma Questão de Cultura
2007 - 3º Prêmio - Categoria: Profissional Revista - Título: O Rio da Polêmica
- Prêmio Ethos de Jornalismo 2004, 2005 e 2007.[5]

Instituto Ethos Empresas e Responsabilidade Social - SP
Vencedor Nacional 2004 e 2005 - Categoria: Mídia Impressa Revista - Títulos: Tesouros do Lixo e Brasil Sustentável
2007: Finalista – Categoria: Mídia Impresa Revista - Título: Natureza Bem Aproveitada
- Prêmio Abrelpe de Jornalismo 2004 e 2005.[6]

Associação Brasileira de Empresas de Limpeza Pública e Resíduos Especiais - SP
2005 - 1º Prêmio - Categoria: Mídia Impressa “Retratos do Lixo no Brasil” - Jornalista: Fernanda Vasconcelos e Regina Scharf - Título: Tesouros do Lixo.